# Crônica (gênero)
Na literatura e no jornalismo, uma crônica(pt-BR) ou crónica(pt-PT?) (do latim "chronica": "relato em ordem cronológica") é uma narração curta, produzida essencialmente para ser veiculada na imprensa, seja nas páginas de uma revista, seja nas páginas de um jornal ou mesmo na rádio. Possui assim uma finalidade utilitária e pré-determinada: agradar aos leitores dentro de um espaço sempre igual e com a mesma localização, criando-se assim, no transcurso dos dias ou das semanas, uma familiaridade entre o escritor e aqueles que o leem.

## Origem
A palavra crônica deriva do latim chronica que significava, no início do Cristianismo, o relato de acontecimentos em sua ordem temporal (cronológica). Era, portanto, um registro cronológico de eventos.
No século XIX, com o desenvolvimento da imprensa, a crônica passou a fazer parte dos jornais. Ela apareceu pela primeira vez em 1799, no Journal des Débats, publicado em Paris.
A crônica literária, surgida a partir do folhetim, na França, tomou características próprias no Brasil.

## Características
A crônica é, primordialmente, um texto escrito para ser publicado em jornais e revistas. Assim, o fato de ser publicada nesses meios já lhe determina vida curta, pois à crônica de hoje seguem-se muitas outras nas próximas edições.
Há semelhanças entre a crônica e o texto exclusivamente informativo. Assim como o repórter, o cronista se inspira nos acontecimentos diários, que constituem a base da crônica. Entretanto, há elementos que distinguem um texto do outro. Após cercar-se desses acontecimentos diários, o cronista dá-lhes um toque próprio, incluindo em seu texto elementos como ficção, fantasia e criticismo, elementos que o texto essencialmente informativo não contém.
Com base nisso, pode-se dizer que a crônica situa-se entre o jornalismo e a literatura, e o cronista pode ser considerado o poeta dos acontecimentos do dia a dia. A crônica, na maioria dos casos, é um texto curto e narrado em primeira pessoa, ou seja, o próprio escritor está "dialogando" com o leitor. Isso faz com que a crônica apresente uma visão totalmente pessoal de um determinado assunto: a visão do cronista. Ao desenvolver seu estilo e ao selecionar as palavras que utiliza em seu texto, o cronista está transmitindo ao leitor a sua visão de mundo. Ele está, na verdade, expondo a sua forma pessoal de compreender os acontecimentos que o cercam.
Geralmente, as crônicas apresentam linguagem simples, espontânea, situada entre a linguagem oral e a literária. Isso contribui também para que o leitor se identifique com o cronista, que acaba se tornando o porta-voz daquele que lê.
Em resumo, podemos determinar quatro pontos:
- Seção ou artigo especial sobre literatura, assuntos científicos, esporte etc., em jornal ou outro periódico;
- Pequeno conto que relata de forma artística e pessoal fatos colhidos no noticiário jornalístico e cotidiano;
- Normalmente possui uma crítica indireta;
- Muitas vezes a crônica vem escrita em tom humorístico. Exemplos de autores deste tipo de crônica no Brasil são Fernando Sabino, Leon Eliachar, Luis Fernando Verissimo e Millôr Fernandes,[3] e, em Portugal, Ricardo Araújo Pereira.

## Tipos de crônica

### Crônica descritiva
Ocorre quando uma crônica explora a caracterização de seres animados e inanimados em um espaço vivo como uma pintura, precisa como uma fotografia ou dinâmica como um filme publicado.

### Crônica narrativa
Baseia-se em uma história, o que a aproxima do conto. Pode ser narrado tanto na 1ª quanto na 3ª pessoa do singular. Texto lírico (poético, mesmo em prosa). Comprometido com fatos cotidianos ("banais", comuns).

### Crônica dissertativa
Opinião explícita, com argumentos mais "sentimentalistas" do que "racionais" (por exemplo, ao invés de se escrever "segundo o IBGE a mortalidade infantil aumenta no Brasil", escreve-se "vejo mais uma vez esses pequenos seres não alimentarem sequer o corpo"). Exposto tanto na 1ª pessoa do singular quanto na do plural.

### Crônica narrativo-descritiva
É quando uma crônica explora a caracterização de seres, descrevendo-os. E, ao mesmo tempo mostra fatos cotidianos ("banais", comuns) no qual pode ser narrado em 1ª ou na 3ª pessoa do singular. Ela é baseada em acontecimentos diários.

### Crônica humorística
Deve ter algo que chame a atenção do leitor assim como um pouco de humor. É sempre bom ter poucos personagens e apresentar tempo e espaços reduzidos. A linguagem é próxima do informal.
Visão irônica ou cômica de fatos apresentados

### Crônica lírica
Apresenta uma linguagem poética e metafórica. Nela, predominam: emoções, os sentimentos (paixão, nostalgia e saudades ), traduzidos numa atitude poética.

### Crônica poética
Apresenta versos poéticos em forma de crônica, expressando sentimentos e reações de um determinado assunto.

### Crônica jornalística
Apresentação de notícias ou fatos baseados no cotidiano. Pode ser policial, desportiva, etc..

### Crônica  histórica
Baseada em fatos reais, ou fatos históricos.
A palavra crônica se origina do latim Chronica e do grego Khrónos (tempo). O significado principal neste tipo de texto é precisamente o conceito de tempo, ou seja, é o relato de um ou mais acontecimentos em um determinado período. O número de personagens é reduzido ou até pode não haver personagens. É a narração do cotidiano das pessoas de forma bem humorada, fazendo com que se veja de uma forma diferente aquilo que parece óbvio demais para ser observado.
Uma boa crônica é rica nos detalhes, descritos pelo cronista de forma bem particular, com originalidade.
A partir do século XV, com Fernão Lopes, a crônica passou a ser uma perspectiva individual ou interpretativa. Até então, resumia-se a relatos de acontecimentos históricos, registrados por ordem cronológica. A crônica de teor crítico surgiu com os periódicos (folhetins e jornais), evoluindo até adentrar de vez ao jornalismo e à literatura.
A crônica histórica busca sempre relatar a realidade social, política ou cultural, avaliada pelo autor quase sempre com um tom de protesto ou de argumentação.
 Existem duas formas de crônica: a crônica narrativa, relatando fatos do cotidiano, com personagens, enredo, etc. e a crônica jornalística, uma forma mais moderna, que não narra e sim disserta, defende ou mostra um ponto de vista diferente do que a maioria enxerga. As semelhanças entre elas são o caráter social crítico, o humor, a ironia,  até mesmo com um tom sarcástico. A crônica conta fatos cotidianos comuns da vida real das pessoas. Não se deve confundir crônica com conto ou fábula, que contam fatos inusitados e irreais.